# Glossosoma agarenorum
Glossosoma agarenorum är en nattsländeart som beskrevs av Schmid 1959. Glossosoma agarenorum ingår i släktet Glossosoma och familjen stenhusnattsländor. Inga underarter finns listade i Catalogue of Life.